# 208996 أخلس
(208996) 2003 AZ84 جرم وراء نبتوني ثنائي في المناطق الخارجية من النظام الشمسي، قطرة حوالي 700 كيلومتر وينتمي إلى البليتينوات - وهى مجموعة من الكواكب الصغيرة تسمى نسبة لأكبر عضو بلوتو - وتدور في رنين 2: 3 مع نبتون في حزام كايبر. تم اكتشافه في 13 يناير 2003 من قبل الفلكيين الأمريكيين تشاد تروخيو ومايكل براون خلال مسح تعقب الأجرام القريبة من الأرض باستخدام مقراب صموئيل أوشين في مرصد بالومار
سعة المنحنى الضوئي للجرم (208996) 2003 AZ84 تنحرف قليلا عن سعة السطح الإهليلجي ، مما يشير إلى إحتمالية أن يكون جرم فلكي واحد مع بقع بياض صغيرة.
يعتبر كوكب قزم مرجح جدا من قبل علماء الفلك غونزالو تانكردي ومايكل براون، بالرغم أن الاتحاد الفلكي الدولي لا يعرفة حاليا على هذا النحو .

## قمر
أبلغ المكتب المركزي للبرقيات الفلكية (IAUC 8812) في 22 فبراير 2007 وباستخدام عمليات رصد بواسطة مرصد هابل الفضائي ، عن اكتشاف قمر يدور حول 2003 AZ84 

## وصلات خارجية
- (208996) 2003 AZ84 Precovery Images
- 208996 أخلس في قاعدة بيانات مختبر الدفع النفاث لأجرام النظام الشمسي الصغيرة

- الاكتشاف · مخطط المدار ·  العناصر المدارية · المعلمات المادية